# Сумчанин (поїзд)
«Сумчáнин»[неавторитетне джерело] — фірмовий денний швидкий поїзд Південної залізниці № 779/780 сполученням Суми — Київ.
На поїзд є можливість придбати електронний квиток[первинне джерело].

## Історія
З 27 травня 2012 року було запущено даний поїзд.
До 1 червня 2014 року поїзд курсував під № 171/172.
З 17 березня по 12 червня 2020 року рух поїзда було тимчасово скасовано через поширення пандемії COVID-19.
Внаслідок російського вторгнення в Україну та боїв за Суми поїзд був тимчасово скасований. З 28 квітня 2022 року поїзд було відновлено.
З 15 липня 2023 року поїзд став евакуаційним.

## Інформація про курсування
Фірмовий поїзд «Сумчанин» курсує цілий рік, щоденно. На маршруті руху поїзд зупиняється на 7 проміжних станціях. На станції стикування Ворожба відбувається зміна локомотивів з тепловоза на електровоз і навпаки.
| Час прибуття | Час відправлення | Станція | Час прибуття | Час відправлення |
| ------------ | ---------------- | ------- | ------------ | ---------------- |
| 21:43        | —                | Суми    | —            | 06:43            |
| —            | 16:42            | Київ    | 11:42        | —                |